# Monastère de Humor
Le monastère de Humor est un monastère de Bucovine en Roumanie, se trouvant à 5 km de la ville de Gura Humorului. Il a été bâti par le logothète Toader Bubuiog entre 1530 et 1535.

## Historique
Le premier monastère bâti en 1415 par Ioan Vornicul sous le règne d'Alexandre Ier cel Bun a été complètement détruit. Le nouveau monastère a été rebâti entre 1530 et 1535 par Toader Bubuiog  à l'initiative du prince Pierre IV.
Le fondateur, Toader Bubuiog (mort en janvier 1539) et son épouse sont inhumés dans la chambre funéraire et un tableau votif l'y représente ainsi que le prince Pierre IV qui a patronné le programme de restauration des monastères de la principauté de Moldavie. 
Au-dessus de sa sépulture une fresque de la Vierge avec à ses pieds son épouse Anastasia (mort le 29 septembre 1527).
Ce n'est qu'en 1990 qu'une communauté de nonnes va se réinstaller dans les lieux.

## L'église

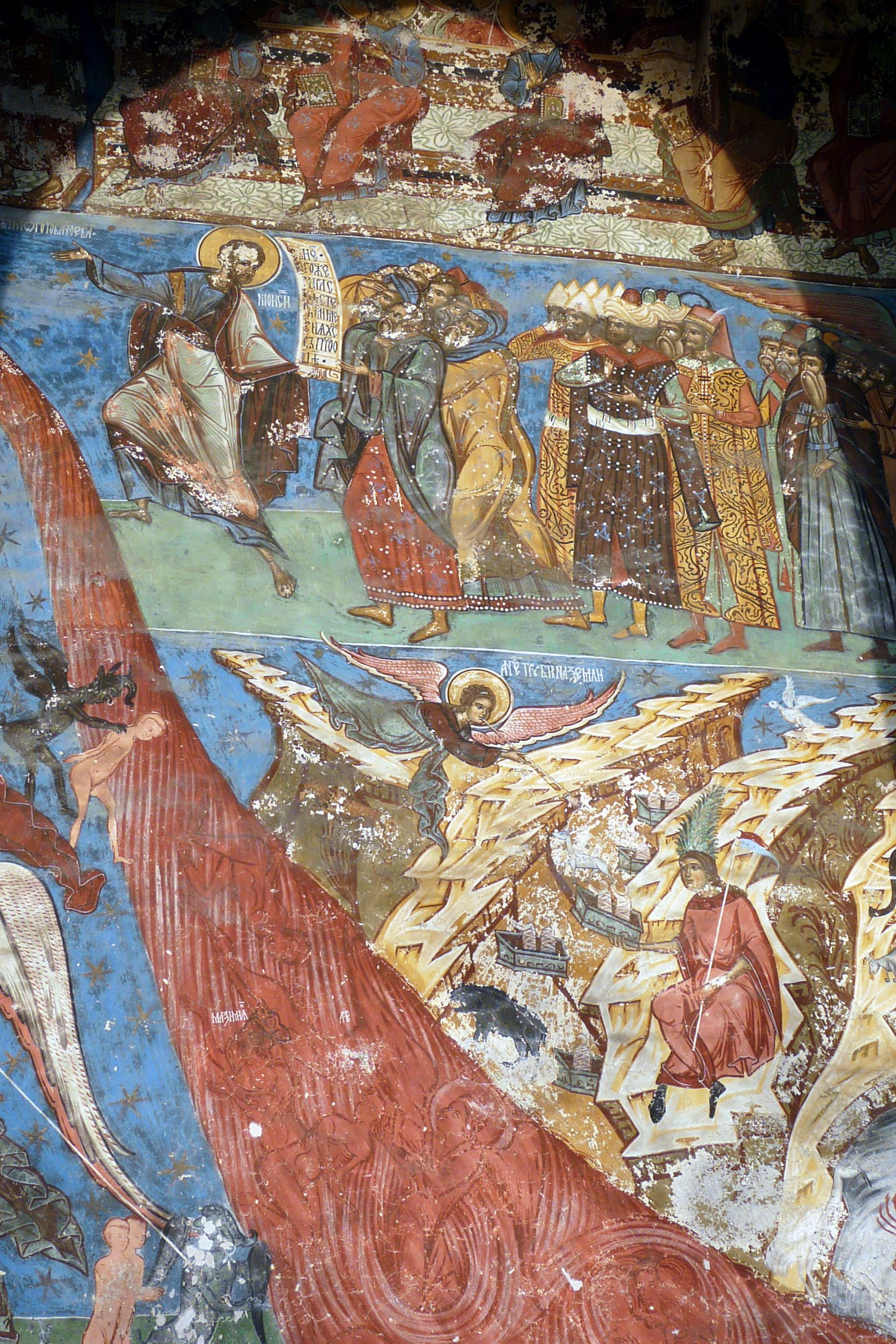
Façade occidentale de l'église du monastère de Humor : le jugement dernier

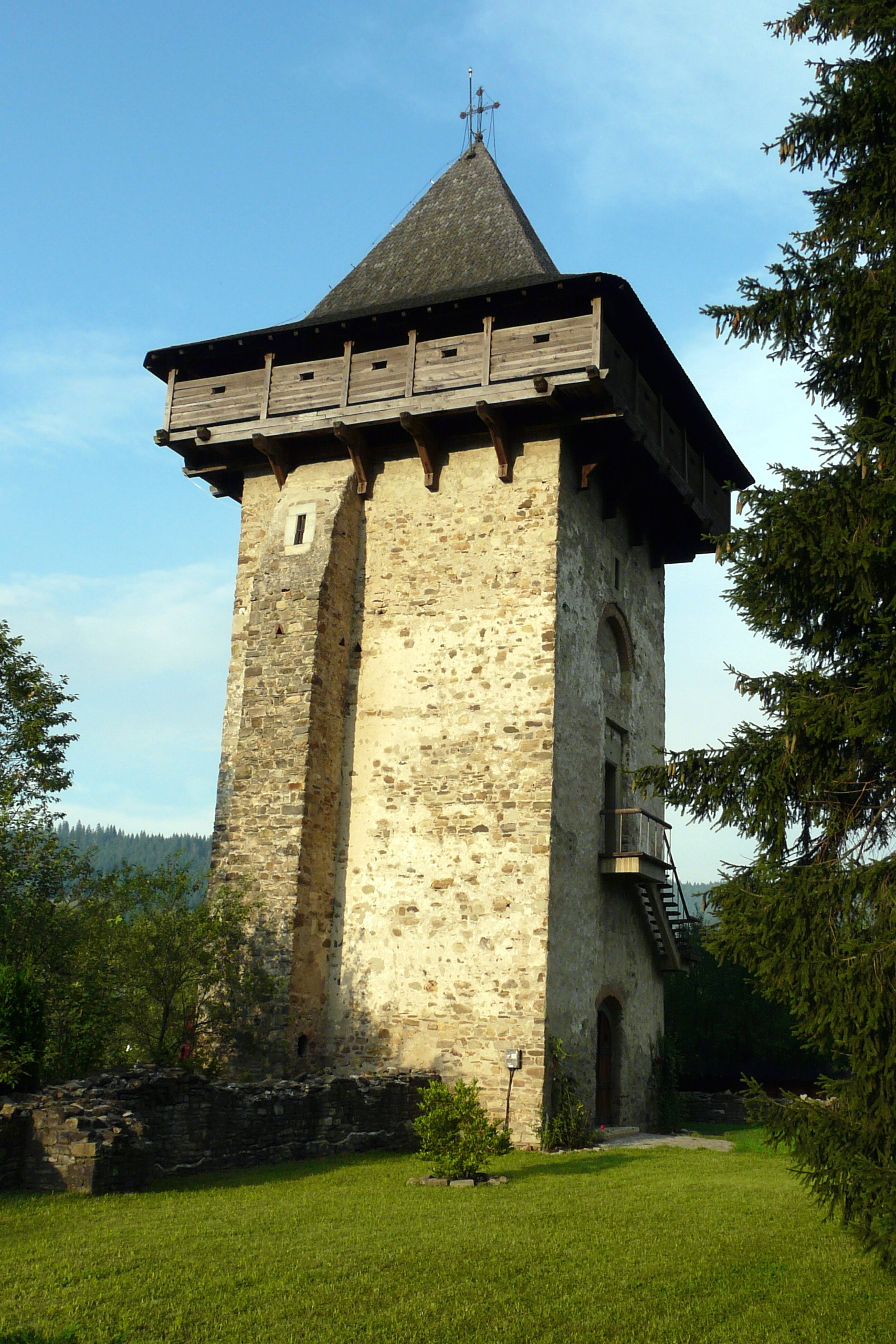
Tour clocher du monastère de Humor

L'église dédiée à l'Assomption est la première église à avoir été peinte à l'extérieur. Les fresques dont la couleur dominante est le rouge sont l'œuvre du peintre Toma de Suceava. 
La façade occidentale est dominée par une peinture du Jugement dernier. En entrant le visiteur pénètre dans l'exonarthex largement éclairé, puis vient le pronaos faiblement éclairé par des fenêtres gothiques et enfin la chambre des tombeaux qui reste dans l'obscurité. 
La voûte du pronaos représente la vierge entourée d'anges et de prophètes. Au-dessus de la porte donnant sur la chambre des tombeaux la dormition de la Vierge.
La chambre funéraire est plus bas de plafond que les autres pièces car elle cache une pièce secrétaire qui abritait le trésor du monastère.